# Демидовская площадь (Флоренция)
Демидовская площадь (итал. Piazza Demidoff) — расположена во Флоренции в районе Сан-Николо, вдоль южного берега реки Арно между Лунгарно Серристори и Виа деи Ренай. Посвящена семье русского посла Николая Никитича Демидова, известного своей благотворительностью, жившей в обращённом к площади палаццо Серристори (Palazzo Serristori).

## История
Площадь была создана во второй половине XIX века в рамках городских мероприятий по благоустройству, направленных на адаптацию города к его новой роли столицы Королевства Италии. В ходе работ на площади крыло палаццо Серристори, обращённое к реке, было снесено. В центре площади установлен памятник Николую Никитичу Демидову, а вокруг него разбит липовый сад.
Памятник Демидову старше самой площади: в 1828 году его сыновья Анатолий и Паоло (Павел) Демидовы заказали у скульптора Лоренцо Бартолини монумент из мрамора, изображающий графа Никола Демидова в окружении четырёх аллегорических групп, изображающих добродетели Благотворительности. Памятник был создан между 1830 и 1849 годами (окончательно завершён только в 1871 году Паскуале Романелли, учеником Бартолини, после смерти художника). Памятник должен был быть установлен в саду на вилле Демидовых Сан-Донато. По завершении его поместили в эффектной капелле с куполом, покрытым малахитом, по проекту Джузеппе Мартелли. Позднее «Паоло Демидофф» подарил памятник муниципалитету Флоренции, и его установили на нынешней площади, которая тогда называлась «il Renaio» или «Piazza delle Mulina di San Giorgio». Скульптуры, сделанные из «сахарного мрамора» (marmo zuccherino), быстро показали признаки разрушения. Тогда Джузеппе Мартелли поручили спроектировать элегантную крышу из железа и стекла, которая до настоящего времени защищает памятник от осадков.
По углам сада на площади до сих пор прекрасно сохранились два небольших домика, построенных в начале XX века для хранения инструментов садовников.

## Галерея

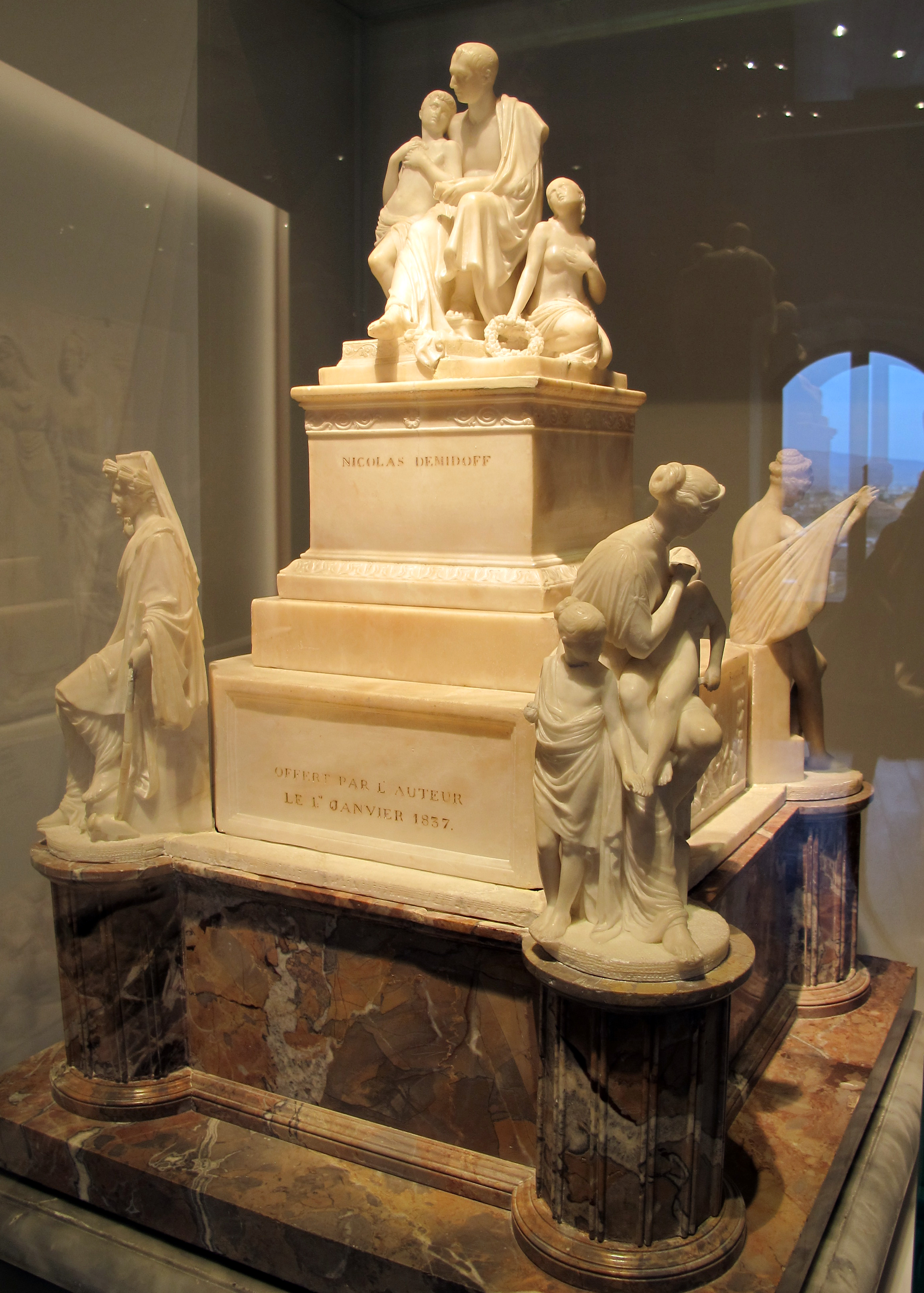
Модель памятника. 1837. Гипс, мрамор
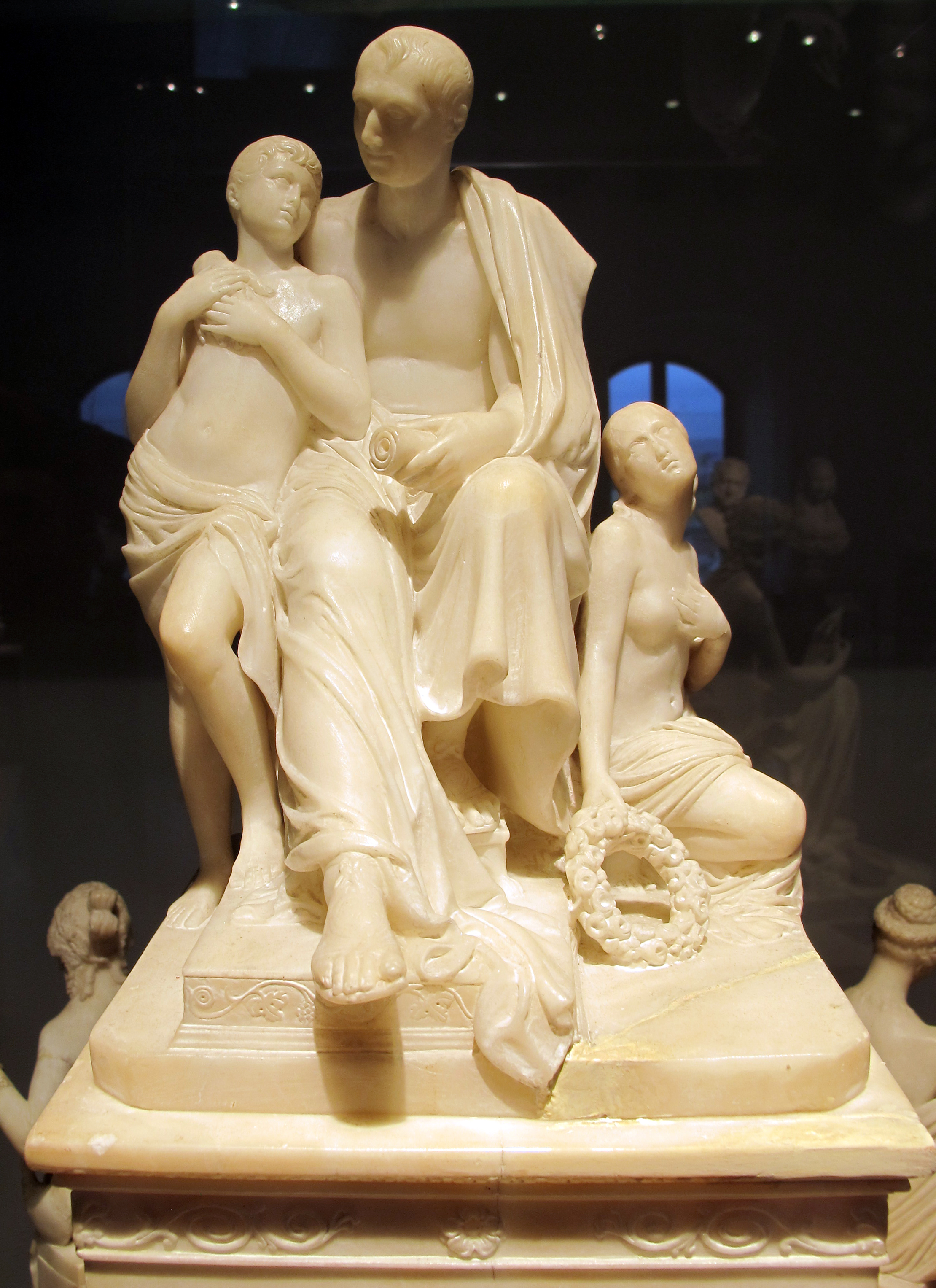
Деталь модели
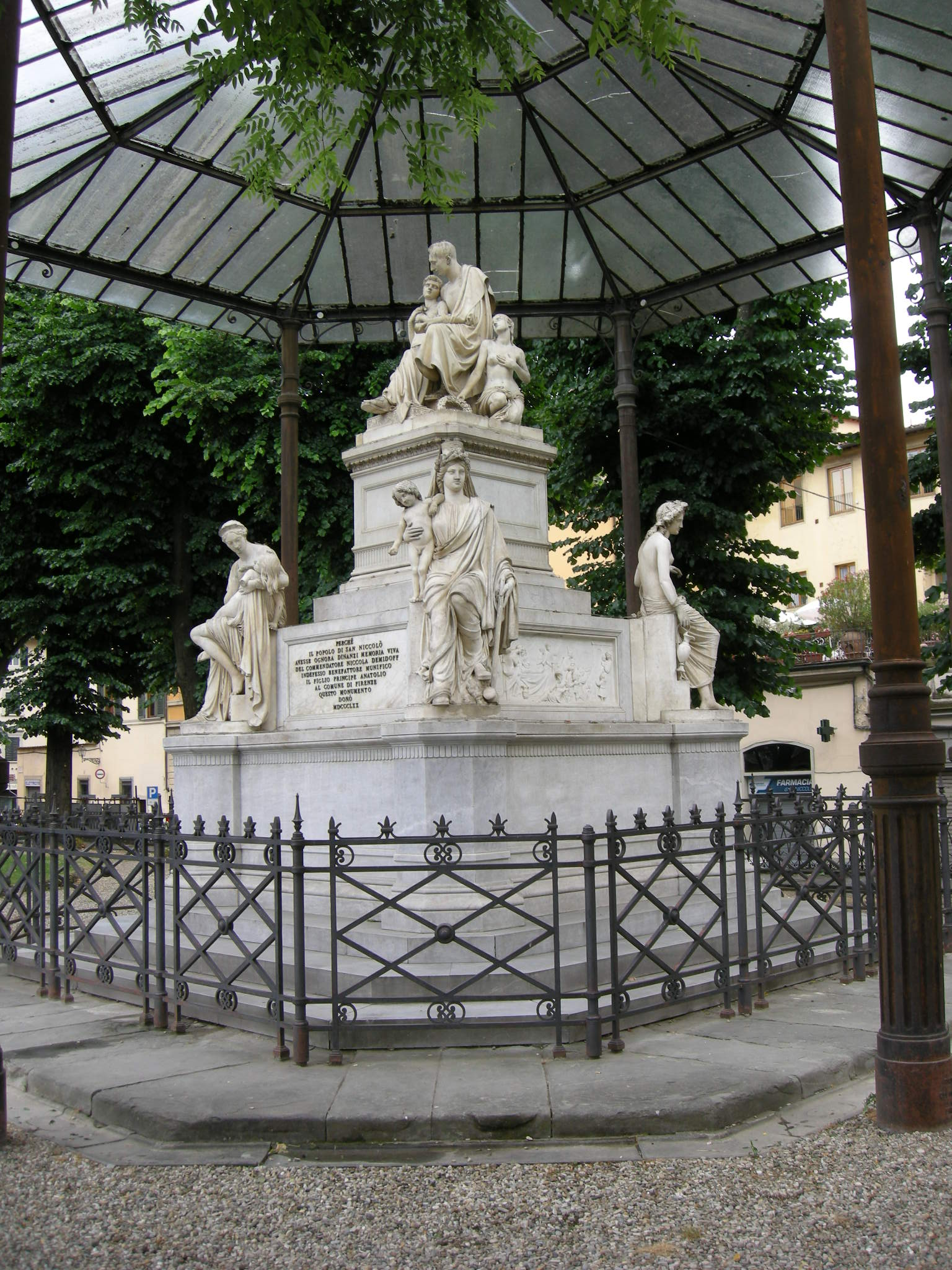
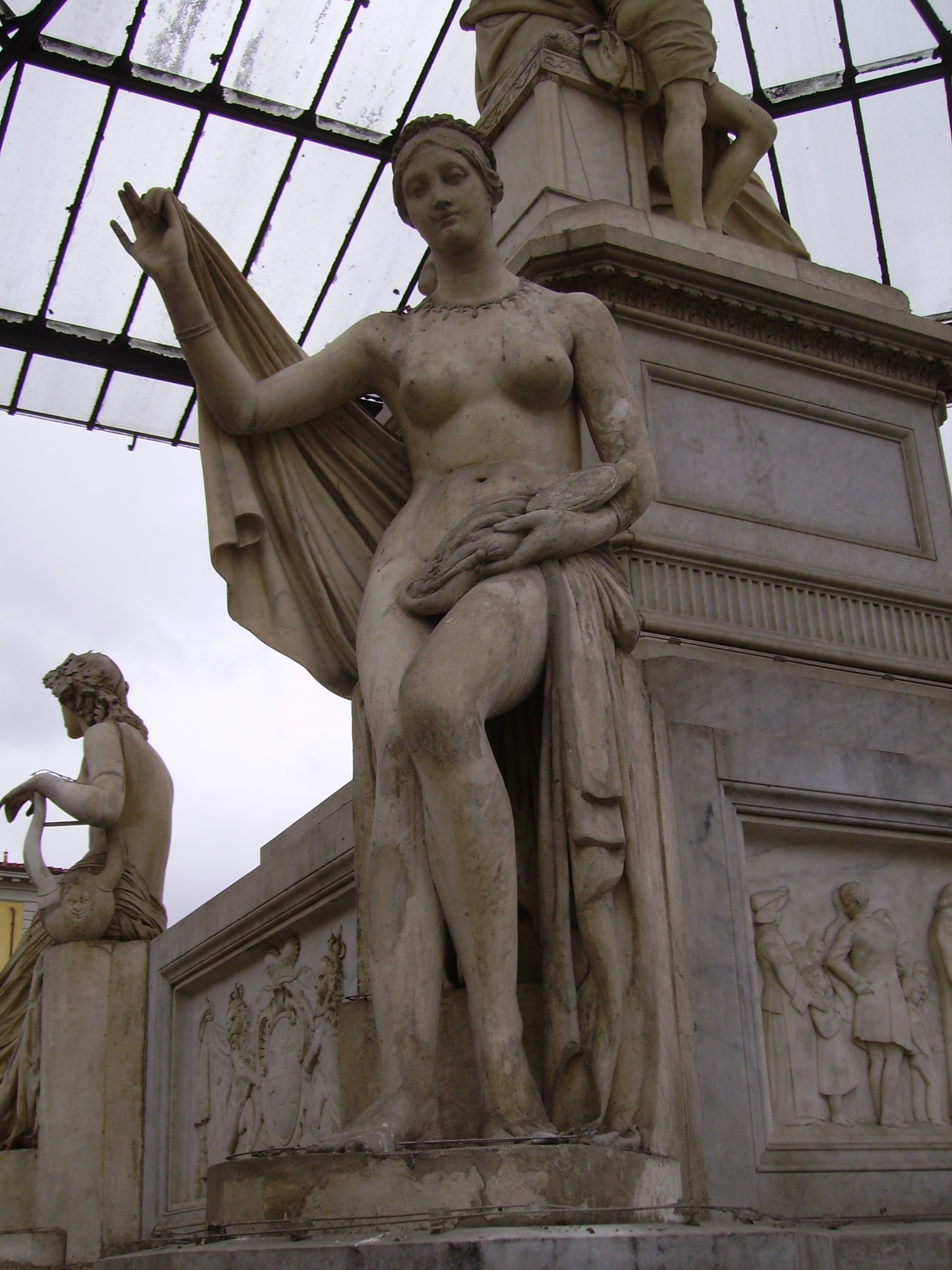
Аллегории Благотворительности
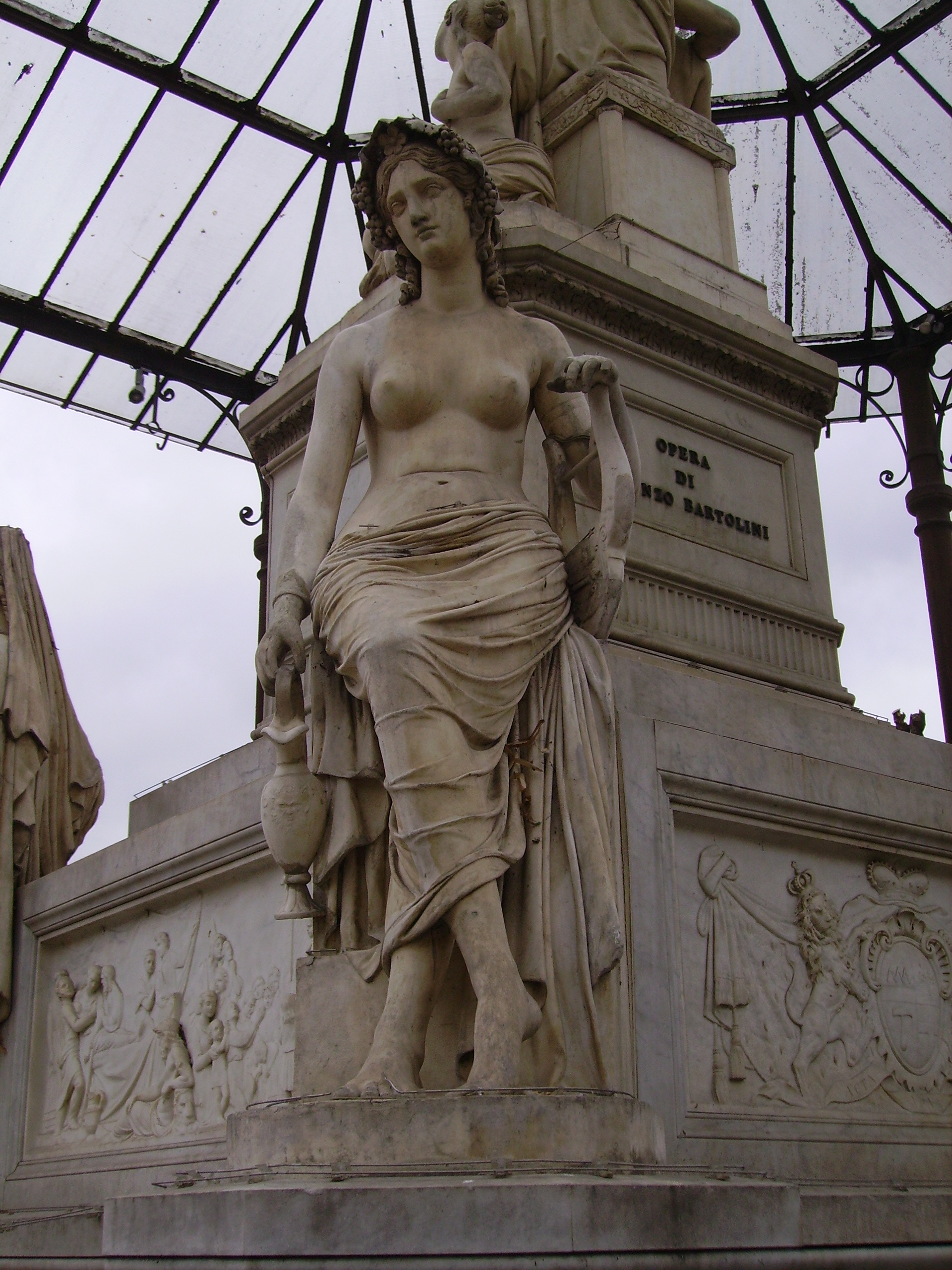
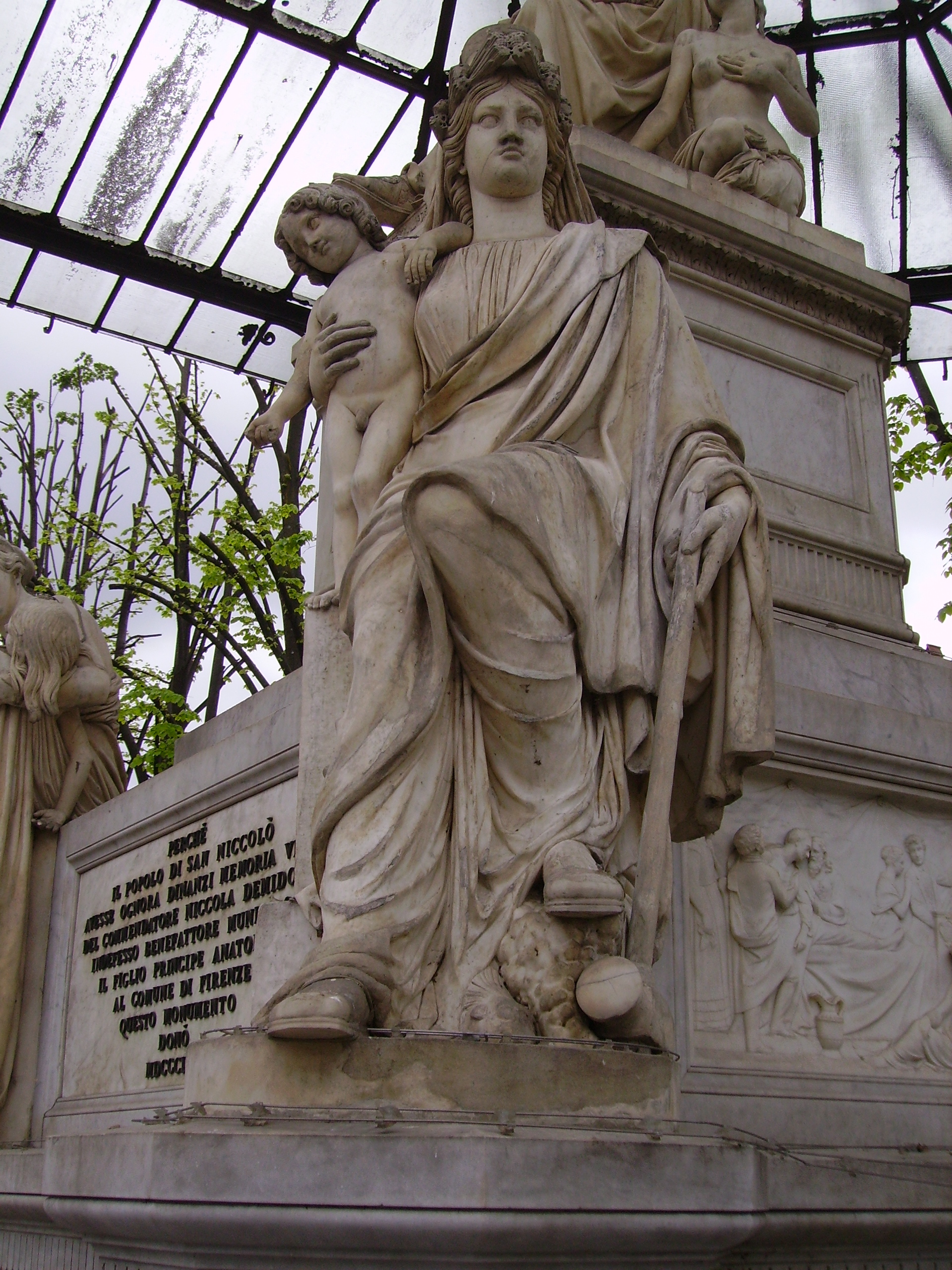
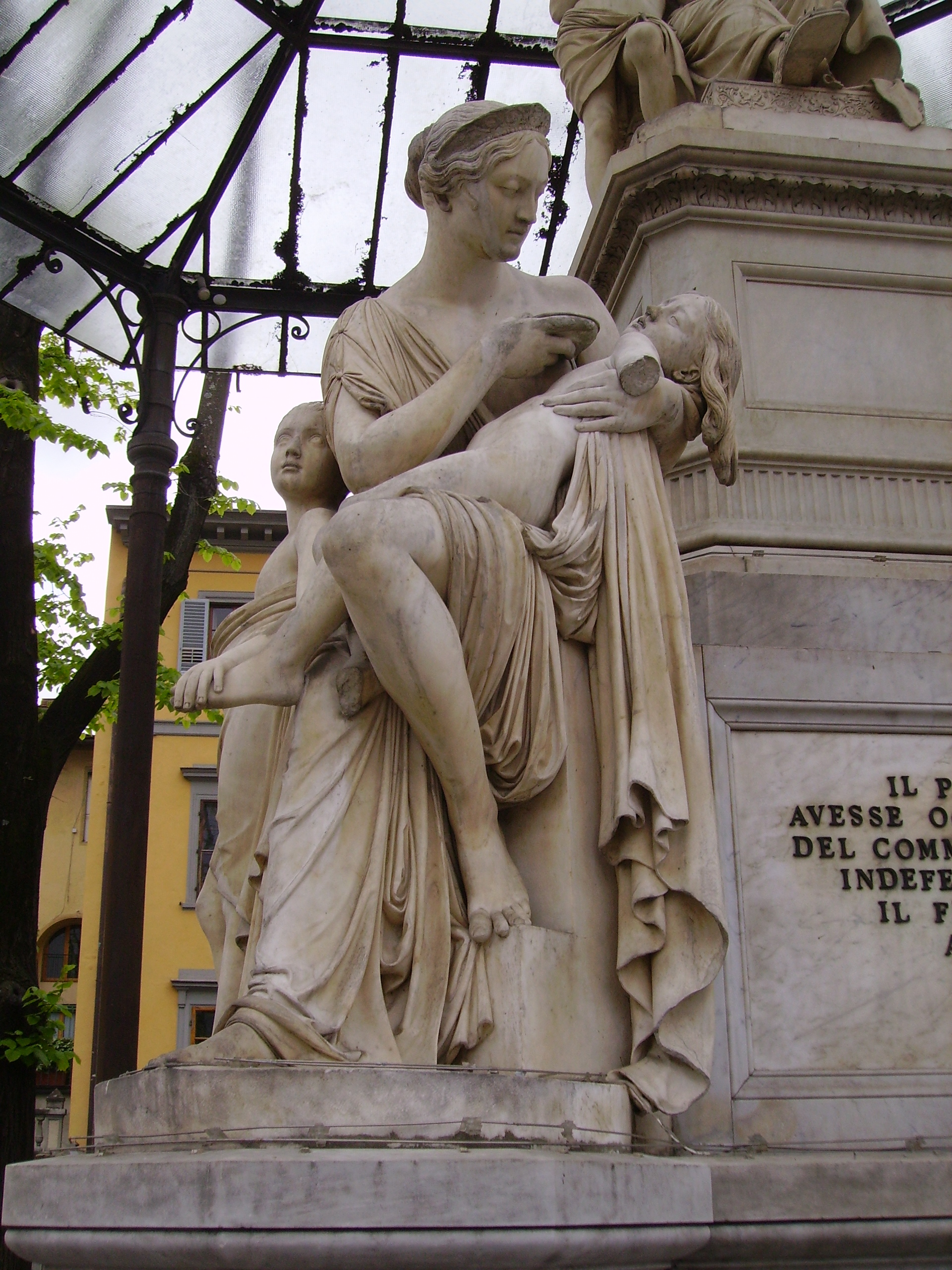
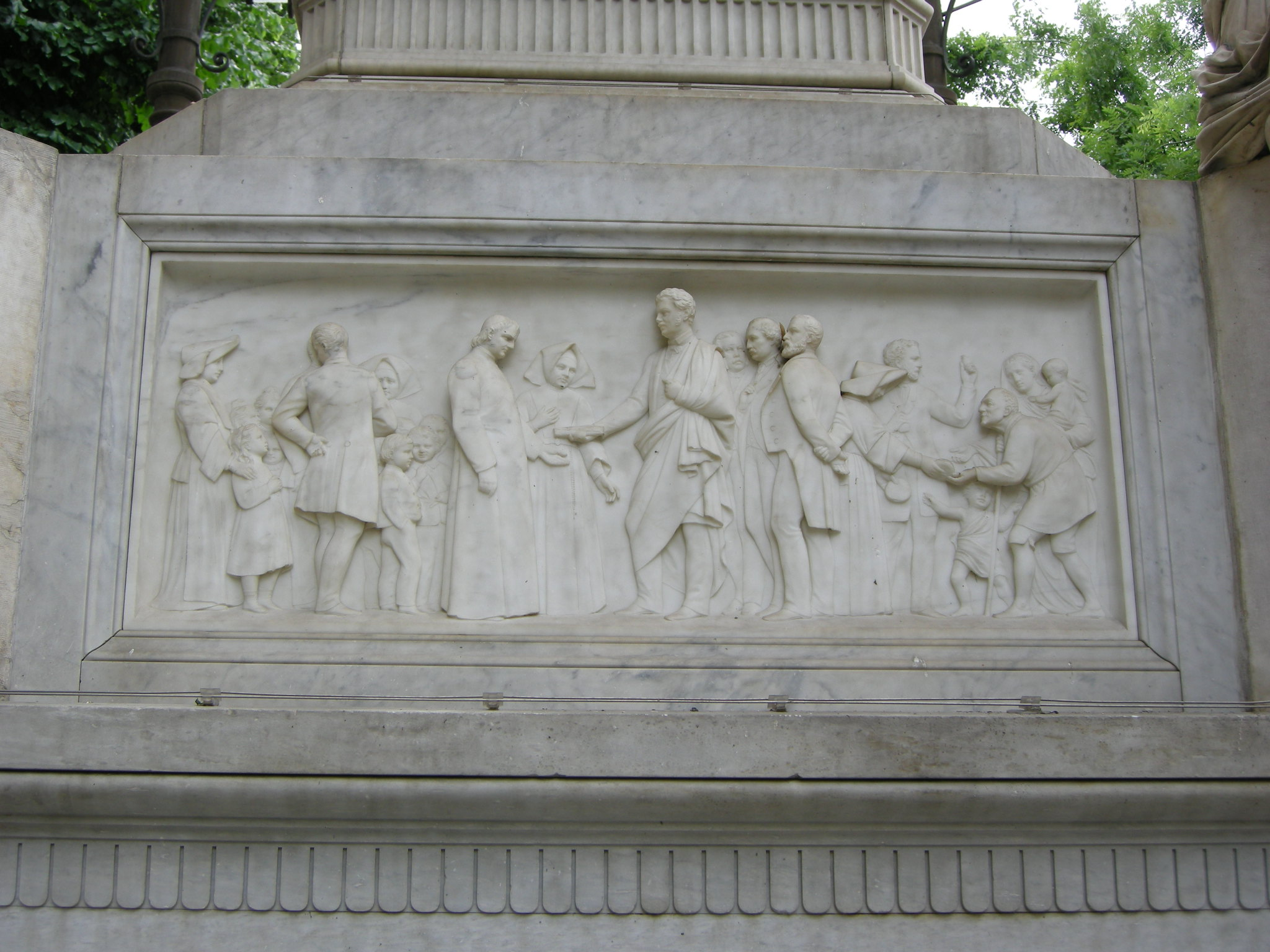
Рельеф постамента

## В культуре
Демидовская площадь известна в кинематографе, поскольку связана с фильмом «Мои друзья» (итал. Amici mie). Здесь располагался бар, где снимались бесчисленные сцены из трилогии.